# Российско-словенские отношения
Росси́йско-слове́нские отноше́ния — двусторонние дипломатические отношения между Россией и Словенией.
Российская Федерация признала независимость Словении 14 февраля 1992 года. Дипломатические отношения между двумя странами были установлены 25 мая 1992 года.
Посол России в Словении — Тимур Рафаилович Эйвазов. Посол Словении в России —  Бранко Раковец (по совместительству является послом в Белоруссии, Казахстане, Узбекистане, Таджикистане и Туркменистане).

## История
Русско-словенские связи существовали ещё до получения Словенией независимости. Очень тесными были контакты в научной сфере, прежде всего в гуманитарных науках, чему способствовала близость русского и словенского языков. Началом русско-словенских научных контактов считается июнь 1780 года, когда словенский учёный Кумердей послал в Санкт-Петербург материалы для «Сравнительного словаря языков всего мира» (они не были использованы в этом издании). В XIX — начале XX веков интерес в словенских землях к России и в России к словенцам был очень высок, что было во многом связано с распространением славянофильства. О том, насколько тесны были контакты, говорит тот факт, что первая рукопись на словенском языке (Фрейзингенские отрывки) была сначала издана в России. В 1821 году Любляну (во времена Австрийской империи — Лайбах) посетил в рамках конгресса Священного союза российский император Александр I. В дальнейшем двусторонние научные связи стали регулярными. Словенские учёные Копитар, Миклошич и Крек были избраны в Санкт-Петербургскую академию наук.
Само название страны «Словения» впервые использовал эмигрировавший в Россию русин Ю. И. Венелин в книге «Древние и нынешние болгары в политическом, народописном, историческом и религиозном их отношении к россиянам» (издана в 1841 году). Венелин писал, перечисляя словенские земли: «Если бы в нынешнем 1834 году нужно было назвать часть упомянутых стран и само иллирийское королевство по имени его обитателей, то должно бы назвать их Словенией, Slowenenland, la Slovenie». В словенских землях слово «Словения» вошло в обиход лишь в 1844 году благодаря оде поэта И. Весел-Косески на приезд в Любляну императора Фердинанда I.
Словенские земли, их язык и культуру, изучали русские учёные-гуманитарии. И. И. Срезневский весной 1841 года записывал фольклор в словенских землях, И. А. Бодуэн де Куртенэ неоднократно ездил туда для записи местных говоров в 1872—1901 годах. В 1901 году в словенских землях собирал этнографический материал А. Н. Харузин.
Первым словенским учёным, посетившим Россию, стал Матия Маяр. Он прислал ряд экспонатов на Московскую этнографическую выставку 1867 года, издал русскую грамматику для словенцев. После Маяра приезжали другие словенские писатели и учёные: Матиаш Мурко, Иван Приятель, Фран Целестин, Нахтигал, Ашкерц. Несколько раз побывал в России известный либеральный политик и мэр Любляны Иван Хрибар (глава городской администрации в 1896—1910 годах), организовавший посещение словенских земель представителями русской крестьянской молодёжи и земских учителей.
Конец XIX — начало XX веков стало временем активного изучения русского языка и России в словенских землях. Большую роль в этом сыграл Д. Хостник, который издал в Австро-Венгрии русско-словенский и словенско-русский словари. В 1899 году в Любляне, а позднее в Горице, Мариборе, Триесте и других словенских городах возникли русские кружки.
Неудивительно, что после Октябрьской революции в Словению прибыло довольно много русских учёных и преподавателей. В 1930-е годы значительная часть профессуры Люблянского университета была представлена белоэмигрантами: кафедру уголовного права занимал А. В. Маклецов, историю права читал М. Н. Ясинский, маркшейдерское дело — Д. В. Фрост, политэкономию — А. Д. Билимович, горное машиностроение — А. А. Копылов и т. д.

## Современность
В 1996 году создано Общество «Словения — Россия».
1 марта 2022 года во время вторжения России на Украину российским ракетным ударом по Харькову было разрушено, среди прочего, консульство Словении. Премьер-министр Словении Янез Янша сообщил, что Словения пересматривает соглашения с Российской Федерацией и разорвёт все соглашения, касающиеся обороны, безопасности и политического сотрудничества. МИД страны вызвал российского посла, сообщил ему о военном преступлении и потребовал извинений и финансовой компенсации.